# Arytaina karrooensis
Arytaina karrooensis är en insektsart som beskrevs av Franklin William Pettey 1933. Arytaina karrooensis ingår i släktet Arytaina och familjen rundbladloppor. Inga underarter finns listade i Catalogue of Life.